# Nisida

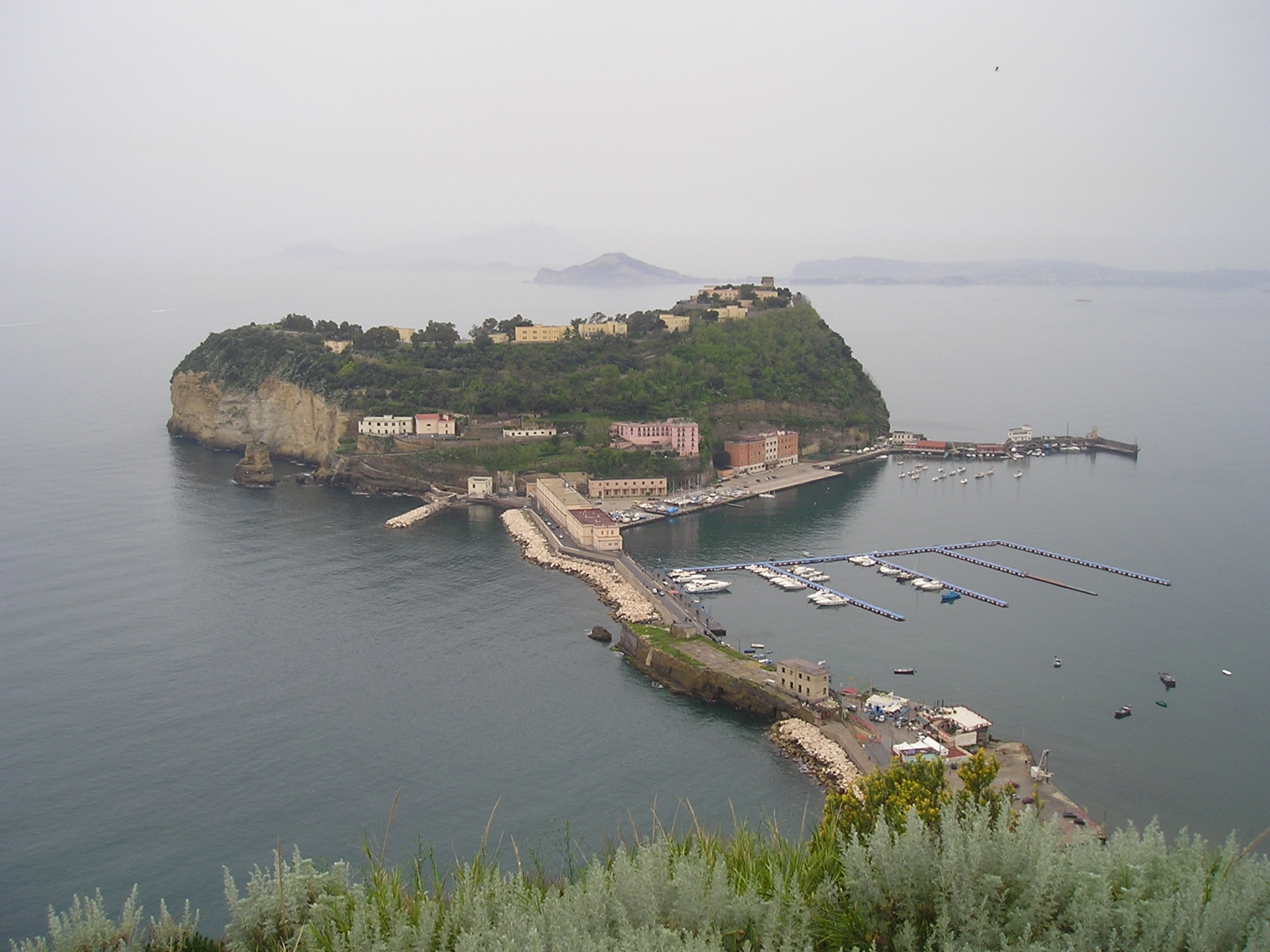
Nisida vue de Posillipo

Nisida est une petite île appartenant à l'archipel parthénopéen des îles Phlégréennes, située à proche distance des côtes de Capo Posillipo, à l'intérieur du territoire de la ville de Naples. Son statut d'île datant de l'Antiquité est aujourd'hui contesté car celle-ci est reliée depuis plusieurs décennies déjà à la terre ferme par une longue passerelle de pierre, laquelle depuis 2021 un zone piétonne de 1km de long avec détection à caméra[Quoi ?], rendant l’île inaccessible.
L'île est quasi-parfaitement circulaire (hormis l'arrivée de Porto Paone) avec un diamètre d'environ 0,5 km et une hauteur maximale de 109m, tout cela permettant de prouver de manière irrévocable l'origine volcanique de l'île. De nombreux éléments dénotent un antique abaissement du terrain dû à des phénomènes de bradyséisme comme dans beaucoup d'autres zones des Champs Phlégréens.
À l'époque classique se construisit la villa Lucullus, connue pour les fêtes et les repas qui y étaient célébrés. Marcus Junius Brutus y avait lui aussi sa villa où Porzia, fille de Caton d'Utique, se suicida.
À l'époque moderne, dès le XVIe siècle commença la construction d'un château qui devint par la suite l'une des citadelles de défense napolitaine.
Siège de l'Académie aéronautique, l'île n'est pas ouverte au public, celle-ci étant divisée entre une garnison et une prison pour mineurs datant de 1934.

## Curiosités
- Le bras de mer situé entre Nisida et Capri est le lieu de légende homérique où auraient vécu les sirènes qui tentèrent Ulysse[4].
- Edoardo Bennato dédie à Nisida une  chanson jouant sur son statut d'île ignorée : « Venite tutti a Nisida / Nisida... / ...è un'isola / e nessuno lo sa. ».
- Le château de Nisida devenu un centre péninencier pour mineurs.